# Vincenzo Failla
Vincenzo Failla (Siracusa, 19 marzo 1958) è un attore, musicista e cantante italiano.

## Biografia
Vincenzo Failla si appassiona da giovanissimo alla musica ed al teatro; inizia subito ad apprendere i primi rudimenti di batteria e percussioni con Antonino Pizzuto (batterista dell'orchestra di Totò) e inizia esibendosi negli storici clubs di Siracusa (La Nottola e Il Trabocchetto) con vari gruppi musicali fin dai primi anni '70.
Prosegue gli studi e nel frattempo matura la sua passione per il teatro; determinante sarà il suo incontro con Arnoldo Foà che lo accoglie come attore per la messa in scena de "La Corda A Tre Capi", scritta e diretta dallo stesso Foà.
Ha lavorato al fianco di Valeria Moriconi, Giulio Bosetti, Giuseppe Pambieri, Giulia Lazzarini, Elio Pandolfi, Jean Sorel, Sandro Massimini, Giancarlo Cobelli, Carlo Sciaccaluga, Luigi Squarzina, Walter Manfrè, Gino Landi, Gianfranco De Bosio, Pietro Garinei, Giorgio Strehler, Tato Russo, Don Lurio, Enrico Brignano.
Diverse le collaborazioni con il Teatro Stabile di Catania, Teatro Stabile del Veneto, lo Stabile del Giallo di Roma, l'Istituto Nazionale del Dramma Antico, il Teatro Lirico Sperimentale di Spoleto e con il Teatro Verdi di Trieste per il Festival Internazionale dell'Operetta e con il Festival delle Nazioni di Città di Castello.
Dal 1980 al 1984 è stato vincitore di concorso come timpanista entrando a far parte dell'orchestra lirico/sinfonica del Teatro Comunale di Alessandria. Nel 1985, come percussionista, vince un'audizione presso il Teatro Bellini di Catania per la stagione lirica. Collabora anche con l'orchestra Nova Aidem. Ha suonato sotto la direzione dei maestri Edoardo Muller, Francesco Molinari Pradelli, Luciano Rosada. Nel 1984, come batterista jazz, ha partecipato alla tournée italiana del Circo di Mosca. Come cantante jazz svolge attività concertistica prediligendo il repertorio swing Italiano degli anni '50 e '60.
Ha conseguito una laurea di primo livello in Discipline Musicali Jazz (Batteria) presso il conservatorio L. Refice di Frosinone, sotto la guida di Ettore Fioravanti e Giampaolo Ascolese.
Ha seguito i corsi di batteria della Casa dello Choro di Rio de Janeiro studiando "ritmi tradizionali della musica popolare brasiliana e samba" con il M° Oscar Bolão.

## Didattica
Da molti anni si dedica allo studio della Prosodia Applicata, nell'ambito della Lettura Interpretata ed ha sviluppato il Metodo di Recitazione PROSODICO e MIMICO che promuove e diffonde attraverso corsi regolari, ma anche numerosi Stage e Master Class in tutta Italia.
- Docente di recitazione e comunicazione presso la Libera Università del Cinema diretta da Sofia Scandurra.
- Docente di recitazione presso la scuola di doppiaggio Voice Art Dubbing a Roma, Napoli, Matera e Bari.
- Direttore artistico dei corsi di dizione e lettura interpretata presso la scuola Voice Up a Roma, Napoli e Matera.
- Masterclass presso la scuola Artès di Pomezia, diretta da Enrico Brignano
- Direttore Artistico e Docente del Corso di Formazione Professionale per Attori di Teatro Cine/TV, per Talìa Teatro di Matera in collaborazione con la Regione Basilicata.

## Attività di formazione
In qualità di consulente formatore è docente in corsi mirati al miglioramento della qualità della vita all'interno delle aziende, corsi per parlare in pubblico, per autopromozione e corsi out-door sulle dinamiche di gruppo e sullo sviluppo relazionale utilizzando come metafora la musica e la cucina. Ha collaborato con aziende nazionali e multinazionali (Total, Merial, Tecnocasa, Unipol, Esselunga, Intervet, Euronics, Merck-Serono, Wolters Kluwer, Sisal, MashFrog, Poste Italiane) È stato docente nell'ambito di masters formativi organizzati da Formambiente e Formez di Napoli. Tiene corsi di comunicazione e sul linguaggio per docenti e alunni della scuola media inferiore e superiore, su incarico di enti istituzionali.

## Teatro

### Prosa
- L'orso di Anton Čechov, regia Aldo Formosa (1978)
- Una domanda di matrimonio di Anton Čechov, regia Aldo Formosa (1978)
- Atto unico di Ugo Betti, regia Vittorio Ciccocioppo (1979)
- Piano bar di Geri Villaroel, regia di Walter Manfrè (1984)
- Un anticipo imprevisto di Georges Feydeau regia di Maurizio Marchetti (1985)
- La mandragola di Niccolò Machiavelli, regia di Massimo Mollica (1985)
- Il berretto a sonagli di Luigi Pirandello, regia di Biagio Belfiore (1985)
- Non ti pago! di Eduardo De Filippo, regia di Massimo Mollica (1985)
- La corda a tre capi di Arnoldo Foà, regia di Arnoldo Foà (1985)
- L'ospite inatteso di Agatha Christie, regia di Sofia Scandurra (1987)
- Antonio e Cleopatra di William Shakespeare, regia di Giancarlo Cobelli (1988)
- Arsenico e vecchi merletti di Joseph Kesselring, regia Cecilia Calvi (1989)
- Gli uccelli di Aristofane, regia di Livio Galassi (1989)
- Visita ai parenti di Aldo Nicolaj, regia di Walter Manfrè (1989)
- La bella addormentata di Pier Maria Rosso di San Secondo, regia di Giuseppe Di Martino (1990)
- Vita miseria e dissolutezza di Micio Tempio poeta di Filippo Arriva, regia di Romano Bernardi (1991)
- Opera buffa di Giuseppe Fava, regia di Romano Bernardi (1991)
- Il diario di Anna Frank di Frances Goodrich e Albert Hackett, regia di Gianfranco De Bosio (1992)
- La bottega del caffè di Carlo Goldoni, regia di Gianfranco De Bosio (1993)
- Il bugiardo di Carlo Goldoni, regia Gianfranco De Bosio (1993)
- La famiglia dell'antiquario di Carlo Goldoni, regia di Marco Sciaccaluga (1994)
- Zeno e la cura del fumo di Tullio Kezich, regia di Marco Sciaccaluga (1995)
- Madre Coraggio di Sarajevo di Bertolt Brecht, regia di Giorgio Strehler (1996)
- Gli occhi della notte di Frederick Knott, regia di Marco Belocchi (1997)
- La guerra di Carlo Goldoni, regia di Luigi Squarzina (1998)
- Retablo di Vincenzo Consolo, regia di Daniela Ardini (2001)
- Candido di Leonardo Sciascia, regia Walter Manfrè (2001)
- La signora omicidi di William Rose, regia di Susanna Schemmari (2002)
- Frida - Albero della speranza sii solido, regia di Gioacchino Palombo (2003)
- La città dell'utopia di Giampiero Francese e Nino D'Agata, regia Giampiero Francese (2010)
- Il berretto a sonagli di Luigi Pirandello, regia di Vincenzo Failla (2011)
- Il processo di Franz Kafka, regia Anna Masullo (2021)
- Arsenico e Vecchi Merletti di Joseph Kesserling, regia di Bruno Alessandro (2025)

### Musical, operette, commedie musicali, lirica
- Falstaff di Giuseppe Verdi - 1981 - regia di Filippo Crivelli, direttore Edoardo Müller - ruolo: Oste dell'Osteria della Giarrettiera
- La principessa della Czarda di Emmerich Kálmán – 1987 - regia Sandro Massimini
- Opera da Tre Soldi di Bertolt Brecht – 1996 - regia Tato Russo
- Rose-Marie di Rudolf Friml e Herbert Stothart - 1999 - regia Ivan Stefanutti
- Contessa Mariza di Emmerich Kálmán - 2000 - regia Lorenzo Mariani
- Al cavallino bianco di Ralph Benatzky – 2001 - regia Don Lurio
- Kiss me Kate, di Cole Porter e Samuel e Bella Spewack – 2003 - regia Giancarlo Sammartano
- Se il tempo fosse un gambero di Garinei e Giovannini, Armando Trovaioli e Iaia Fiastri – 2004 - regia Garinei e Giovannini
- Il Ritratto di Dorian Gray di Oscar Wilde – 2005 - regia Tato Russo
- L'Impresario Teatrale di Wolfgang Amadeus Mozart - 2006 - regia Enrico Castiglione
- Natale in casa Satie di Stefania Porrino – 2013 - regia Stefania Porrino
- Rugantino di Garinei&Giovannini, A. Trovaioli, P. Festa Campanile, M. Franciosa - 2013/14 - ruolo: Mastro Titta - con Enrico Brignano, Serena Rossi, P. Tiziana Cruciani
- Eine Kleine Klostermusik 3 (spazio Operetta) - 2014 - a cura di Giorgio Bongiovanni - (Spazio Operetta, regia di Vincenzo Failla)
- Rugantino - 2022 - Teatro Augusteo di Napoli - ruolo: Mastro Titta - con Michele La Ginestra, Serena Autieri, Edy Angelillo

### Regie teatrali
- C'era una volta l'Operetta (1997)
- Caveman (2003)
- Eine Kleine Klostermusik 3 (spazio Operetta) - (2014) a Spoleto
- Belle Époque e Operetta, La Joie de Vivre in Europa (prima della Grande Guerra) - (2015) al 48º Festival delle Nazioni a Città di Castello.
- Il Berretto a Sonagli, di Luigi Pirandello (2018) a Roma e Matera
- Medea, di Jean Anouilh (2021) a Matera

## Filmografia

### Cinema
- Mercenari dell'apocalisse, regia di Leandro Lucchetti (1988)
- Orlando Sei, regia di Dante Majorana (1989)
- Atto di dolore, regia di Pasquale Squitieri (1990)
- Arriva la bufera, regia di Daniele Luchetti (1992)
- Abissinia, regia di Francesco Ranieri Martinotti (1993)
- Il furto del tesoro, regia di Alberto Sironi (2000)
- L'inganno, regia di Rossella Izzo (2002)
- Segreti di Stato, regia di Paolo Benvenuti (2003)
- La seconda notte di nozze, regia di Pupi Avati (2005)
- Il figlio più piccolo, regia di Pupi Avati (2010)
- Una sconfinata giovinezza, regia di Pupi Avati (2010)
- Calibro 10, regia di Massimo Ivan Falsetta (2010)
- Ti stimo fratello, regia di Giovanni Vernia e Paolo Uzzi (2012)
- Tulpa - Perdizioni mortali, regia di Federico Zampaglione (2013)[4]
- Un matrimonio, regia di Pupi Avati (2013)
- Sembra un secolo , episodio di Scossa, regia di Nino Russo (2011)
- Uno anzi due, regia di Francesco Pavolini (2015)
- La verità sta in cielo, regia di Roberto Faenza (2015)
- Messia, regia di Rob Lücker (2016)
- Agadah, regia di Alberto Rondalli (2017)
- Amici come prima, regia di Christian De Sica (2018)
- Dante, regia di Pupi Avati (2022)
- La quattordicesima domenica del tempo ordinario, regia di Pupi Avati (2023)
- Conclave, regia di Edward Berger (2024)

### Televisione
- Un commissario a Roma, regia di Luca Manfredi (1993)
- Un posto al sole, registi vari - soap opera (1998)
- Distretto di Polizia - serie TV, 1 episodio, regia di Renato De Maria (2000)
- La squadra - serie TV, registi vari (2000-2007)
- Camici bianchi, registi vari (2001)
- Casa Vianello - serie TV, 1 episodio (2006)
- Provaci ancora prof! - serie TV, episodio 2x04 (2007)
- Fratelli detective - serie TV, regia di Giulio Manfredonia (2009)
- Tutti per Bruno – serie TV, regia di Stefano Vicario (2010)
- Il commissario Montalbano - serie TV, regia Alberto Sironi (2011)[5]
- Squadra antimafia 8 - serie TV, episodi 8x07-8x08-8x09 (2016)
- La vita promessa - miniserie TV, regia di Ricky Tognazzi (2018)
- La fuggitiva - miniserie TV, regia di Carlo Carlei, episodio 1x06 (2021)
- The Bad Guy, regia di Giancarlo Fontana e Giuseppe G. Stasi - serie Prime Video, 4 episodi (2022-2024)
- I leoni di Sicilia, regia di Paolo Genovese - serie Disney+, episodio 8 (2023)

### Cortometraggi
- Mezza Mela (1994)
- Amikinont'amanonamikit'ama, regia di Mirice Tansini e Marino Orn (1994)
- Maschere di Tenebra, regia di Massimiliano Campana (2011)
- No Signal, regia di Raffaele Carro (2012)
- Il principe di sabbia, regia di Massimiliano Campana (2012)
- L'impertinenza dei Glicini, regia di Carlo Maria Griguoli (2013)
- Ora o mai, regia di Brando De Sica (2013)
- Togheter, regia di Simone Fiorentino (2018)

## Musica

### Musicista in scena o in orchestra
- Barbiere di Siviglia di Gioachino Rossini – 1980 – direttore d'orchestra Edoardo Müller
- Don Pasquale di Gaetano Donizetti – 1980 – direttore d'orchestra Edoardo Müller
- Così fan tutte di Wolfgang Amadeus Mozart – 1981 – direttore d'orchestra Edoardo Müller
- Falstaff di Giuseppe Verdi - 1981 – direttore d'orchestra Edoardo Müller
- Lucia di Lammermoor di Gaetano Donizetti - 1981
- Norma di Vincenzo Bellini - 1982
- La Rondine di Giacomo Puccini – 1982 - direttore d'orchestra Francesco Molinari Pradelli
- I puritani di Vincenzo Bellini – 1982 - direttore d'orchestra Edoardo Müller
- Il ritratto di Dorian Gray di Franco Mannino 1982 - direttore d'orchestra Luciano Rosada
- I Racconti di Hoffmann di Jacques Offenbach - 1982
- CIRCO di MOSCA -Tournée Italiana - 1984
- Filottete di Sofocle – 1984 - regia Walter Pagliaro
- Rudens di Plauto – 1985 - regia Alberto Gagnarli

## Web Series
- Run Away - 2012 reg. Riccardo Cannella

## Discografia
- Anatomopatologìa dello Swing - Ed. Azzurra Music (Verona) - 2006
- Scomposizioni - Ed. Farelive (Matera) - 2016 (con Gianni Coscia)
- Marc' Antonio Mazzone, Il Primo Libro delle Canzoni a Quattro Voci. Ensemble Le Vaghe Ninfe - Ed. Brilliant Classics (Olanda) - 2016

## Pubblicazioni
- Come Posso Dire (parlare, leggere interpretare), Edizioni Giannatelli - Matera, 2017 - (con Riccardo Cascadan)
- Esci Dal Foglio ( Eserciziario di Testi Vari da Recitare), Edizioni Giannatelli - Matera, 2025